# Nguyễn Ngọc Hải
Nguyễn Ngọc Hải (sinh ngày 3 tháng 12 năm 1965) là đại biểu Quốc hội Việt Nam khóa 14, khóa 13, thuộc đoàn đại biểu Hà Giang.

## Tiểu sử
Ngày sinh: 3/12/1965
Giới tính: Nam
Dân tộc: Tày
Tôn giáo: Không
Quê quán: Xã Vô Điếm, huyện Bắc Quang,, Hà Giang
Trình độ chính trị: Cao cấp lý luận chính trị
Trình độ chuyên môn: Thạc sĩ kinh tế
Nghề nghiệp, chức vụ (Hiện tại): Giám đốc Ngân hàng Nông nghiệp và Phát triển nông thôn tỉnh Hà Giang, Ủy viên Ủy ban Pháp luật của Quốc hội
Nơi làm việc: Ngân hàng Nông nghiệp và Phát triển nông thôn Tỉnh Hà Giang
Ngày vào đảng: 5/3/1994
Nơi ứng cử: Hà Giang
Đại biểu Quốc hội khoá: XIII
Đại biểu chuyên trách: Không
Đại biểu Hội đồng Nhân dân: Không